# Flèche wallonne 1989
La Flèche wallonne 1989, 53e édition de la course, a lieu le 12 avril 1989 sur un parcours de 253 km entre Spa et le mur de Huy. La victoire revient au Belge Claude Criquielion, en 6 h 29 min 30 s, à la vitesse moyenne de 38,973 km/h.

## Classement final
| #  | Coureur            | Équipe      |    | Temps           |
| -- | ------------------ | ----------- | -- | --------------- |
| 1  | Claude Criquielion | Hitachi-VTM | en | 6 h 29 min 30 s |
| 2  | Steven Rooks       | PDM         | +  | 13 s            |
| 3  | Wim Van Eynde      | Lotto       |    | 46 s            |
| 4  | Sammie Moreels     | Lotto       |    | 48 s            |
| 5  | Marc Madiot        | Toshiba     |    | 55 s            |
| 6  | Ronan Pensec       | Z-Peugeot   |    | 1 min 03 s      |
| 7  | Miguel Indurain    | Reynolds    |    | 1 min 28 s      |
| 8  | Claudio Chiappucci | Carrera     |    | 1 min 32 s      |
| 9  | Jacques Decrion    | Super U     |    | 1 min 35 s      |
| 10 | Luc Roosen         | Histor      |    | 1 min 56 s      |